# Нацистички поздрав
Нацистички поздрав или Хитлеров поздрав (њем. Hitlergruß) гестикулација је која је кориштена као поздрав у Нацистичкој Њемачкој. Поздрав се изводио усправљањем десне руке од прса у ваздух са раширеном шаком. Особа која је изводила поздрав је обично узвикивала „Живио Хитлер!” (њем. Heil Hitler!), „Живио, мој вођо!” (њем. Heil, mein Führer!) или „Живјела побједа!” (њем. Sieg Heil!). Поздрав је усвојила Нацистичка партија тридесетих година 20. вијека како би доказали послушност лидеру партије, Адолфу Хитлеру, и славили њемачку нацију (касније њемачке ратне напоре). Поздрав је био обавезан за цивиле, али је углавном био необавезан са војно особље које је задржало традиционални војни поздрав, све до неуспјелог атентата на Хитлера у јулу 1944. године.
Употреба овог поздрава сматра се кривичним дјелом у Њемачкој, Словачкој и Аустрији. У Канади, Чешкој, Француској, Холандији, Шведској, Швајцарској и Русији, поздрав се сматра говором мржње ако се користи за промовисање нацистичке идеологије.